# Capillariose

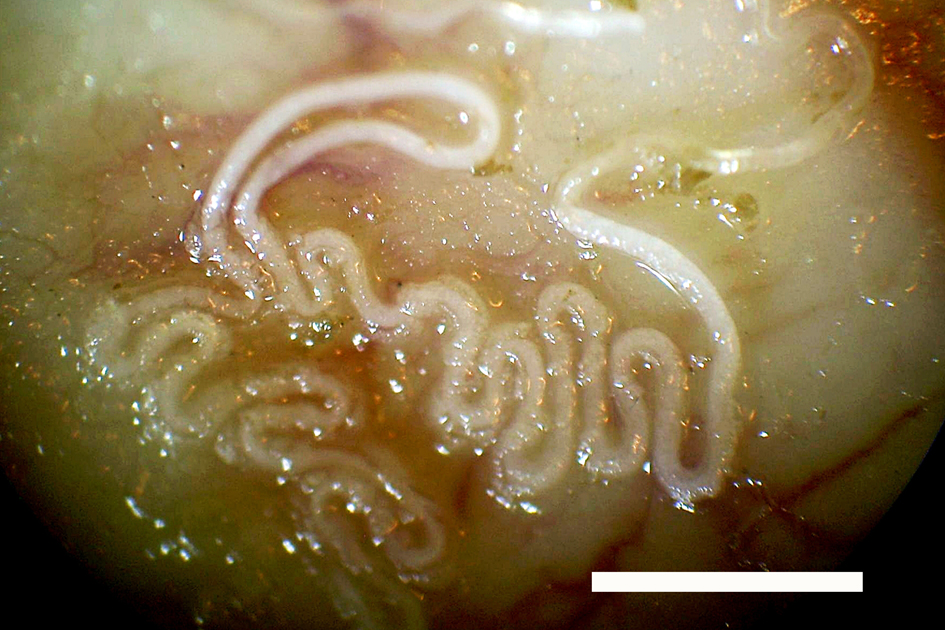
Eucoleus aerophilus, agent de la capillariose pulmonaire des mammifères, ici dans la trachée d'un Renard roux (Vulpes vulpes). La barre fait 1 mm.

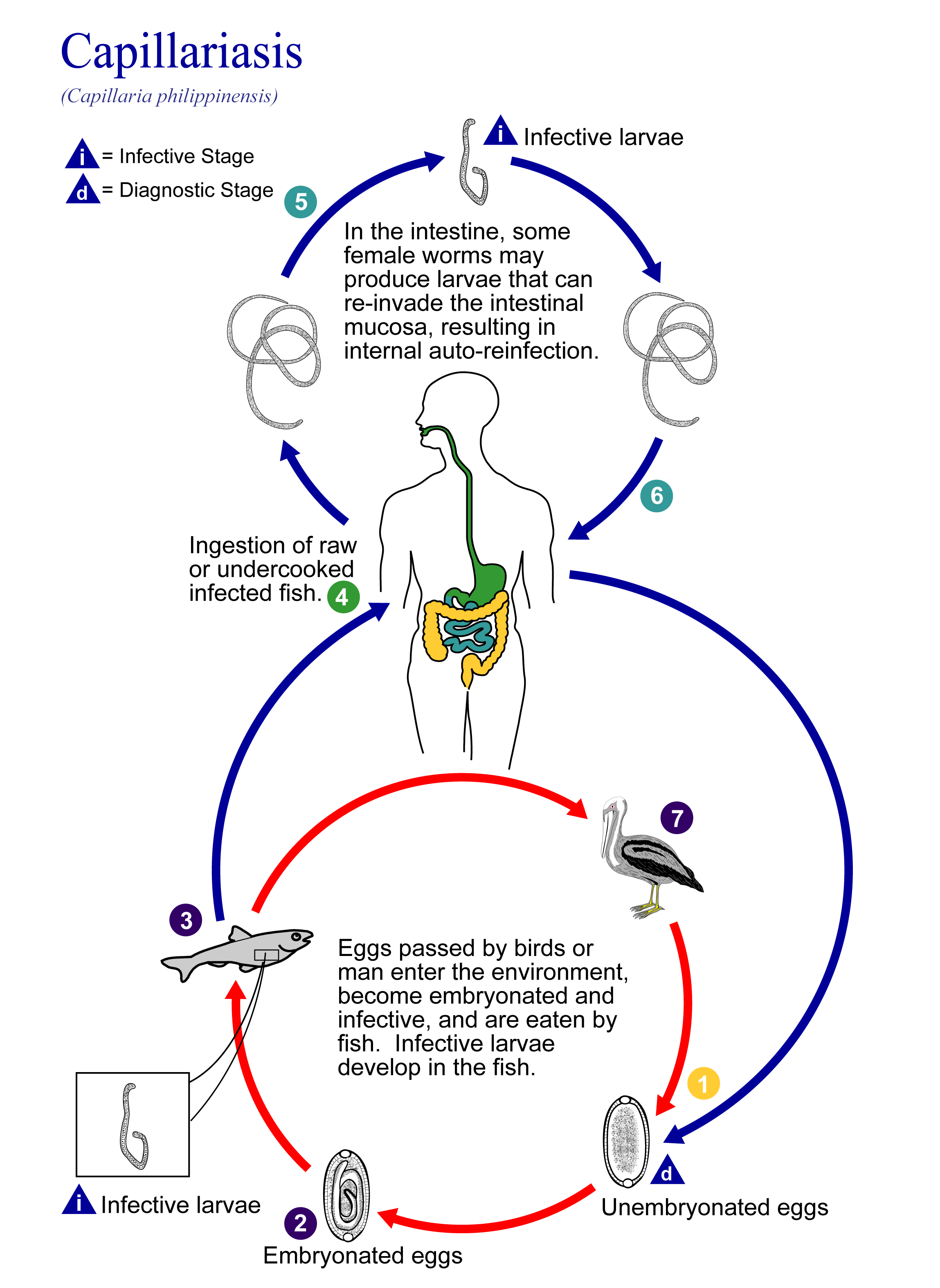
Cycle parasitaire dAonchotheca philippinensis, responsable de la capillariose intestinale de l'homme.

Les capillarioses sont des maladies (humaines ou vétérinaires) provoquées par des nématodes de la famille des Capillariidae.
La taxonomie des espèces appartenant au genre Capillaria ayant été modifiée, la plupart des espèces qui provoquent des capillarioses n'appartiennent plus à ce genre dans les classifications modernes. En 2001, un découpage de la famille dans les vingt-deux genres suivants est proposé : Amphibiocapillaria, Aonchotheca, Baruscapillaria, Calodium, Capillaria, Capillostrongyloides, Crocodylocapillaria, Echinocoleus, Eucoleus, Freitascapillaria, Gessyella, Liniscus, Paracapillaria, Paracapillaroides, Pearsonema, Paratrichosoma, Pseudocapillaria, Piscicapillaria, Pseudocapillaroides, Pterothominx, Schulmanela et Tenoranema.
Il est toutefois commode, pour la médecine, de conserver le terme capillariose, plutôt que de nombreux termes basés chacun sur le nom d'un genre ; toutes les espèces de Capillaria, qu'elles soient ou non attribuées maintenant à d'autres genres, appartiennent de toute façon à une seule famille, les Capillariidae.
Exemples de capillarioses :
- Eucoleus aerophilus (syn. Capillaria aerophila) agent de la capillariose pulmonaire des mammifères (rarement homme)
- Pearsonema plica (syn. Capillaria plica) agent de la capillariose urinaire des mammifères
- Calodium hepaticum (syn. Capillaria hepatica) agent de la capillariose hépatique des mammifères (rarement homme)
- Aonchotheca philippinensis (syn. Capillaria philippinensis) agent de la capillariose intestinale de l'homme